# Zöbernbach
Der Zöbernbach (auch Zöbern) ist ein linker Zufluss der Güns und mündet bei Lockenhaus (Burgenland). Der Großteil der rund 32 km langen Fließstrecke liegt auf niederösterreichischem und burgenländischem Gebiet; das Quellgebiet liegt im Übergang vom steirischen Wechselland zur Buckligen Welt an den Ostabhängen des Hartbergs. Am Zöbernbach liegen der Kurort Bad Schönau sowie die vor allem wegen ihrer Passionsspiele bekannte Stadtgemeinde Kirchschlag in der Buckligen Welt.
Obwohl der Zöbernbach bis zur Einmündung in die Güns eine fast dreifach längere Fließstrecke zurücklegt und eine deutlich höhere Wasserführung aufweist als die Güns, „verliert“ er seinen Namen. Allerdings dürfte – etymologisch gesehen – die Bezeichnung Zöbern den geographischen Gegebenheiten entsprechen. Die lateinische Bezeichnung für den Fluss Güns lautet Sibaris und war namensgebend für das römische Sabaria, das heutige Szombathely. Die heutige Bezeichnung Zöbern dürfte eine Abwandlung von „Sibaris“ bzw. „Sabaria“ sein.